# Campioni italiani assoluti di atletica leggera - Triathlon femminile
Questa pagina raccoglie un elenco di tutte le campionesse italiane dell'atletica leggera nel triathlon, specialità che fece parte del programma dei campionati nelle tre edizioni dal 1928 al 1930. Le gare erano 100 metri piani, salto in alto e lancio del giavellotto. La classifica era a punti, calcolati in base ai piazzamenti. 

## Albo d'oro
| Anno | Atleta (società)  | Prestazione |
| ---- | ----------------- | ----------- |
| 1928 | Pierina Borsani ? | 120 p.(m)   |
| 1929 | Pierina Borsani ? | n/d         |
| 1930 | Pierina Borsani ? | 153 p.(m)   |